# شهرستان شاین (کانزاس)
شهرستان شاین، کانزاس (به انگلیسی: Cheyenne County, Kansas) یک سکونتگاه مسکونی در ایالات متحده آمریکا است که در کانزاس واقع شده‌است.